# Soracá

Localização de Soraca no departamento de Boyacá.

Soraca é um município no departamento de Boyacá, na Colômbia.